# La Curieuse (aviso)
La Curieuse est un aviso de la classe Élan de la Marine nationale.

## Service actif
Il est lancé le 11 novembre 1939 et mis en service en 1940. Le 16 juin 1940, pendant l’invasion italienne de la France, il coule le sous-marin Provana de la classe Marcello au large d’Oran. Sous le contrôle de Vichy et basé à Toulon, il est sabordé le 27 novembre 1942. Il est renfloué le 6 avril 1943, transféré en Italie, reclassifié comme corvette, et renommé FR55. Après l’armistice italien, il passe sous contrôle allemand, est renommé SG25 et retourne à Toulon, où il est à nouveau sabordé en août 1944 pendant le débarquement de Provence.